# St. Katharina (Mühldorf am Inn)

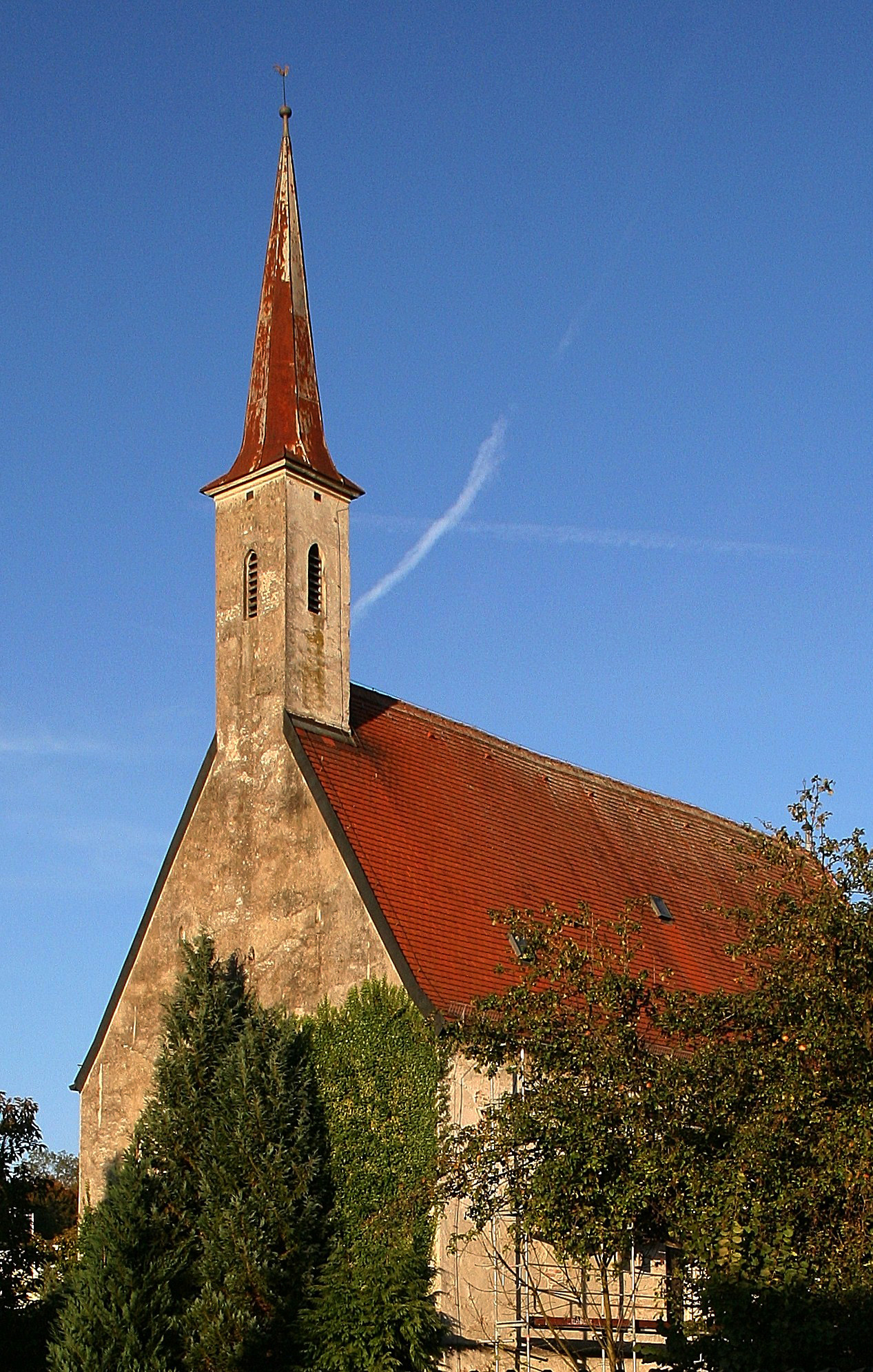
St. Katharina in Mühldorf am Inn

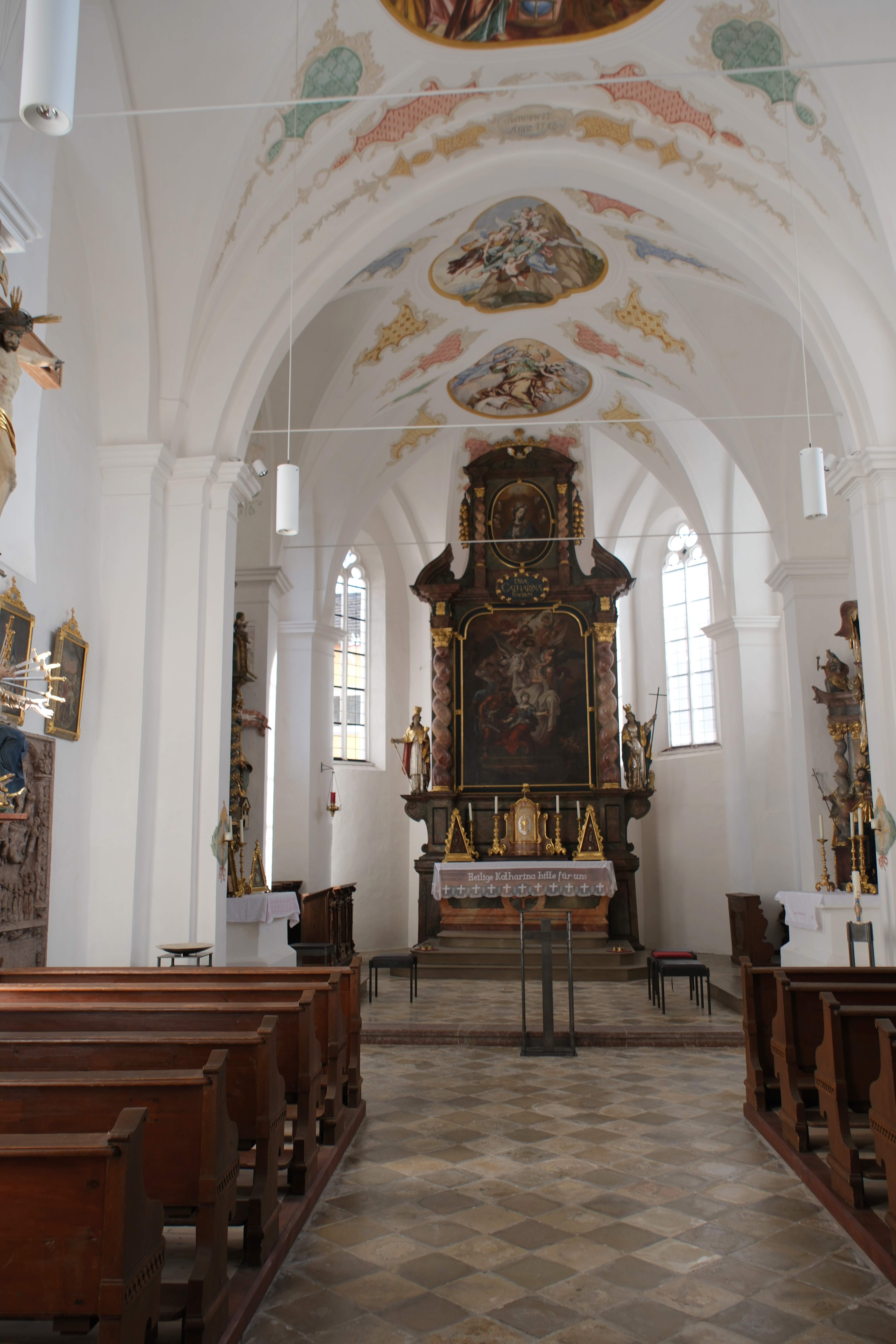
Blick zum Chor

Die römisch-katholische Filialkirche St. Katharina steht auf dem ehemaligen Pestfriedhof von Mühldorf am Inn, der Kreisstadt des oberbayerischen Landkreises Mühldorf am Inn. Die Kirche steht unter Denkmalschutz und wird in der Liste der Baudenkmäler in Mühldorf am Inn als Baudenkmal unter der Nr. D-1-83-128-64 geführt. Sie gehört zum Dekanat Mühldorf Erzbistum München und Freising.

## Beschreibung
Die spätgotische Saalkirche wurde in der zweiten Hälfte des 15. Jahrhunderts erbaut und 1756 barock umgestaltet. Sie besteht aus dem Langhaus zu drei Jochen, dem eingezogenen Chor zu einem Joch mit Fünfachtelschluss im Osten und der Sakristei an der Südwand des Chors. Über dem Giebel der Fassade im Westen erhebt sich ein mit einem spitzen Helm bedeckter Giebelreiter, der den Glockenstuhl enthält.
Der Hochaltar wurde 1721 aufgestellt. Auf dem Altarretabel ist Katharina von Alexandrien als Apotheose dargestellt.